# Jodhpur
Jodhpur è una suddivisione dell'India, classificata come municipal corporation, di 846.408 abitanti, capoluogo del distretto di Jodhpur e della divisione di Jodhpur, nello stato federato del Rajasthan. In base al numero di abitanti la città rientra nella classe I (da 100.000 persone in su).
Seconda città del Rajasthan e già capitale della regione storica del Marwar, è un'importante meta turistica per l'abbondanza di templi e palazzi di interesse storico e artistico, oltre che per l'imponente e maestoso forte di Mehrangarh, che da sei secoli domina la città da un massiccio di 130 metri. Soprannominata anche Sun city per la costante presenza del sole e di tempo sereno (siamo nell'area del Deserto di Thar), ma anche Blue city per il gran numero di abitazioni dipinte con tinta blu.

## Geografia fisica
La città è situata a 26° 17' 12 N e 73° 1' 48 E e ha un'altitudine di 231 m s.l.m..

## Società

### Evoluzione demografica
Al censimento del 2001 la popolazione di Jodhpur assommava a 846.408 persone, delle quali 450.816 maschi e 395.592 femmine. I bambini di età inferiore o uguale ai sei anni assommavano a 119.377, dei quali 62.710 maschi e 56.667 femmine. Infine, coloro che erano in grado di saper almeno leggere e scrivere erano 565.476, dei quali 335.873 maschi e 229.603 femmine.

## Problemi
Le falle sotto il suo bacino idrico sono vecchie e molteplici tanto che il livello sotterraneo delle acque si è innalzato enormemente e la città, nel siccitoso Rajasthan, potrebbe essere inabissata da un momento all'altro.
Le perdite provengono dal fondo del bacino di Kayalana-Takht Sagar, dove sono confluite altre riserve di acqua quando nel 1997, per far fronte ad una siccità, è stato deviato un canale.
Di giorno in giorno le fondamenta dei palazzi si stanno trasformando in mollica, così molti cittadini sono stati costretti ad abbandonare le proprie case. Anche l'Alta Corte e il mercato principale sono stati fatti evacuare dopo che l'acqua si è fatta strada nei sotterranei.
Per colpa di questo paradosso, Jodhpur rischia di diventare l'Atlantide dell'India.